# Rise of Kingdoms
Rise of Kingdoms: Lost Crusade, aussi appelé simplement Rise of Kingdoms et abrégé RoK, est un jeu vidéo de stratégie en temps réel massivement multijoueur disponible sur iOS, Android et Windows. Il est édité par Lilith Games et est sorti en 2018.

## Mécaniques
C'est un jeu de stratégie en temps réel où le joueur peut incarner une des 14 civilisations historiques au choix (Rome, Allemagne, Royaume-Uni, France, Chine, Vikings, Japon, Corée, Espagne, Arabie, Empire ottoman, Byzance, Égypte, Grèce ou Maya) et diriger sa propre ville. Le joueur doit gérer les différentes ressources utiles au développement de son empire, comme la nourriture, les matériaux de construction ainsi que les unités militaires, qui constituent le moyen d'affronter les autres joueurs. Il est également possible d'améliorer des bâtiments et de former des alliances. Enfin, plusieurs personnages historiques célèbres comme Alexandre le Grand, Cléopâtre VII, Jules César ou Jeanne d'Arc sont représentées à travers la figure d'un commandant en chef des forces armées.
Le jeu est régulièrement mis à jour et propose différents événements, en solo ou en alliance. Cette fonctionnalité donne un côté MMO au gameplay de gestion.

## Modèle économique
Le jeu est un free-to-play, c'est-à-dire qu'il est initialement gratuit mais que l'on peut dépenser dans différentes offres payantes pour pouvoir obtenir plus de gemmes (la monnaie virtuelle du jeu), des accélérateurs de temps, etc.
De plus, des packs de ressources variés sont également achetables via la boutique du jeu.

## Commandants
Il existe 4 niveaux de rareté pour les commandants : avancé, élite, épique et légendaire. Les commandants possèdent des compétences pouvant être améliorées du niveau 1 jusqu'au niveau 5. Ils disposent également d'un arbre de talents lié à trois domaines qui varient d'un commandant à l'autre, offrant des avantages spécifiques.
Chaque commandant se démarque dans trois domaines spécifiques, la première spécialisation étant associée à un type d'unités : commandement, intégration, cavalerie, infanterie, archers, ou ingénierie ; la seconde spécialisation étant associé à un scénario : polyvalence, garnison, conquête, maintien de la paix, ou récolte ; enfin, la dernière spécialisation définit la principale caractéristique du commandant : soutien, compétences, défense, attaque, ou mobilité.

## Accueil

### Téléchargements
En 2022, le jeu dépasse les 50 millions de téléchargements sur Android.

### Mises à jour
Le jeu présente initialement lors de son lancement onze civilisations au choix, auxquels s'ajoutent successivement les Vikings en 2021, l'Égypte en 2022 et la Grèce en 2023.
Il est disponible sur PC depuis 2022 via le site de l'éditeur du jeu.